# RiverBlades de l'Arkansas
Les RiverBlades de l'Arkansas sont une franchise professionnelle de hockey sur glace en Amérique du Nord qui évoluait dans l'ECHL. L'équipe était basée à North Little Rock dans l'État de l'Arkansas aux États-Unis.

## Historique
La franchise est créée en 1999. Elle évolue en ECHL jusqu'en 2005.

## Statistiques
| No | Saison    | PJ | V  | D  | N  | DP | DTB | BP  | BC  | Pts | Classement                   | Séries éliminatoires     | Entraîneur           |
| -- | --------- | -- | -- | -- | -- | -- | --- | --- | --- | --- | ---------------------------- | ------------------------ | -------------------- |
| 1  | 1999-2000 | 70 | 18 | 49 | -  | 3  | -   | 192 | 316 | 39  | 9e place, division Sud-Ouest | Non qualifiés            | Geoff Ward Ron Handy |
| 2  | 2000-2001 | 72 | 34 | 24 | 14 | -  | -   | 237 | 232 | 82  | 5e place, division Sud-Ouest | Défaite au deuxième tour | Chris Cichocki       |
| 3  | 2001-2002 | 72 | 31 | 31 | 10 | -  | -   | 189 | 206 | 72  | 7e place, division Sud-Ouest | Non qualifiés            | Chris Cichocki       |
| 4  | 2002-2003 | 72 | 37 | 24 | 11 | -  | -   | 238 | 236 | 85  | 3e place, division Sud-Ouest | Défaite au premier tour  | Chris Cichocki       |